# إيليا إيفاشكا
إيليا أولادزيميرافيتش إيفاشكا ((بالبيلاروسية: Ілья Уладзіміравіч Івашка) ؛ (بالروسية: Илья Владимирович Ивашко)‏ ؛ من مواليد 24 فبراير 1994) هو لاعب تنس محترف بيلاروسي..اعلى تصنيف له في تصنيف الفردي لرابطة لاعبي التنس المحترفين على مستوى العالم هو المركز رقم 53 الذي حققه في 30 أغسطس 2021. وهو حاليًا لاعب التنس رقم 1 في بيلاروسيا. بالإضافة إلى ذلك، فاز إيفاشكا بخمسة ألقاب فردي في الـ ITF و 3 ألقاب زوجي. في كأس ديفيس، مثل إيفاشكا فريق كأس ديفيز البيلاروسي ولديه سجل ف/خ من 9-10.

## مسيرته الاحترافية

### 2018: الدخول للمصنفين المئة الاوائل للمرة الأولى
دخل أفضل 150 مصنف عندما وصل إلى التصنيف رقم 147 في 26 فبراير 2018 بعد وصوله كصاعد من التصفيات إلى الدور قبل النهائي لبطولة مارسيليا، مصنفا في المركز 193 عالميا، بفوزه على لاسلو دجيري، المصنف الثاني ستان فافرينكا 6 -4، 1-1 عند انسحاب السويسري، ونيكولاس ماهو في ثلاث مجموعات. وأصبح أول لاعب بيلاروسي يصل إلى نصف نهائي إحدى بطولات الجولة العالمية منذ ماكس ميرني في روتردام 2005. دخل المصنفين المئة الاوائل في 13 أغسطس 2018 بعد وصوله إلى الدور الثالث لأول مرة في مسيرته على مستوى بطولات الماسترز 1000 نقطة في بطولة كندا المفتوحة 2018، حيث خسر أمام المصنف الرابع كيفن أندرسون.

### 2021: أول فوز ضد مصنف من العشر الأوائل، الدور الرابع في بطولة ويمبلدون، أول لقب في الجولة العالمية
وصل إيفاشكا إلى ربع النهائي الأول له لعام 2021 في بطولة الاندلس المفتوحة لعام 2021 حيث هزم اثنين من الإسبان في طريقه وهم بيدرو مارتينيز وأليخاندرو دافيدوفيتش فوكينا قبل أن يخسر أمام الإسباني الثالث خاومي منار. وصل إلى الدور قبل النهائي الثاني في مسيرته في بطولة ميونخ 2021 كصاعد من التصفيات، بعد أكثر من ثلاث سنوات من وصوله إلى الدور ربع النهائي في مرسيليا، بعد فوزه أمام المصنف الأول في البطولة والبطل مرتين المصنف 6 عالميًا ألكسندر زفيريف لتحقيق أكبر فوز في مسيرته.
كما تأهل ووصل إلى ربع النهائي الثالث لعام 2021 في بطولة ايستبورن بفوزه على اليكسي بوبرين. مصنفا في المركز 79 عالميا الذي تم تحقيقه في 28 يونيو 2021، وفي أول ظهور له في القرعة الرئيسية لبطولة ويمبلدون 2021، وصل إيفاشكا إلى الدور الرابع من بطولات الجراند سلام للمرة الأولى في مسيرته بفوزه على جوردان طومسون في مجموعات متتالية، حيث لم يجتاز الدور الثاني من البطولات الكبرى سابقًا. خسر أمام المصنف السابع ماتيو بيريتيني. وصل إلى أعلى تصنيف له في مسيرته في المركز رقم 63 في 12 يوليو 2021.
في بطولة ونستون سلام 2021، وصل إيفاشكا إلى ربع النهائي الرابع لعام 2021، بفوزه على المصنف التاسع يان لينارد ستروف، وثاني نصف نهائي بفوزه على المصنف الأول بابلو كارينو بوستا المصنف رقم 12 على مستوى العالم. ثم هزم اميل روسوفوري ليبلغ أول نهائي له في بطولات الجولة العالمية، ثم هزم ميكائيل يمير ليحصل على اللقب في 56 دقيقة ليصبح أول لاعب من بيلاروسيا يفوز بلقب فردي في بطولات ATP منذ ماكس ميرني في عام 2003 في روتردام. أصبح ثامن بطل جديد لبطولة من الجولة العالمية ATP في عام 2021. نتيجة للفوز، دخل أعلى 60 تصنيفا في العالم محتلا الترتيب رقم 53 في 30 أغسطس 2021 لأول مرة في مسيرته.

## الحياة الشخصية
زميله في التنس كارين خاشانوف هو صهره، وزوجاتهم شقيقتان (توأمان).

## روابط خارجية
- الصفحة الخاصة باللاعب إيليا إيفاشكا في موقع رابطة محترفي كرة المضرب.

- إيليا إيفاشكا في موقع الاتحاد الدولي لكرة المضرب
- إيليا إيفاشكا في كأس ديفيز